# Elina Kero
Elina Kero (16 ottobre 1982) è una giocatrice di football americano e allenatrice di football americano finlandese, che gioca come linebacker per le Helsinki Wolverines..

## Palmarès
- 2 Europei (2015, 2019)
- 8 Naisten  Vaahteraliiga (Helsinki Lady Demons, 2010, 2013, 2014, 2015; Helsinki Wolverines, 2017, 2018, 2019, 2020)